# Irina Belova
Irina Nikolajevna Belova (ryska: Ирина Николаевна Белова), född den 27 mars 1968 i Angarsk är en rysk före detta friidrottare (mångkamperska) som i början av sin karriär tävlade för Sovjetunionen.
Belova slog igenom vid EM 1990 där hon slutade på fjärde plats. Hennes första medalj erövrade hon vid VM 1991 i Tokyo där hon blev bronsmedaljör. Under inomhussäsongen 1992 noterade Belova 4 991 poäng i femkamp i Berlin den 15 februari vilket fortfarande är det gällande världsrekordet. Samma år blev hon även silvermedaljör vid OS 1992 i Barcelona där hon även satte sitt personliga rekord 6 845 poäng. Trots det var hon chanslös mot Jackie Joyner-Kersee. 
Under VM 1993 åkte Belova fast för dopning och blev avstängd i fyra år. Hon var tillbaka 1998 då hon slutade tvåa i inomhus-EM och femma på utomhus-EM. Silver blev det även vid inomhus-VM 1999. Hennes sista stora mästerskap var VM 2001 i Edmonton där hon slutade på åttonde plats.

## Personliga rekord
- Femkamp - 4 991 poäng (WR)
- Sjukamp - 6 845 poäng